# Olof Hambræus (1749–1833)
Olof Hambræus, född 1749, död 1833, var en svensk präst och riksdagspolitiker.

## Biografi
Hambræus blev konsistorienotarie i Stockholm 1785 och var prästeståndets sekreterare vid riksdagarna 1786 och 1789. Han var kyrkoherde i Jomala församling (Borgå stift) på Åland 1789–1811, blev 1798 kontraktsprost och 1800 teologie doktor. Han var riksdagsman 1800 och 1809. Olof Hambræus författade en promemoria om bonderesningen mot de ryska ockupationstrupperna på Åland 1808. Återkommen till Sverige blev han kyrkoherde i Umeå 1811 och utsågs på nytt till kontraktsprost 1819. Olof Hambræus fick 1818 uppdraget att förrätta visitation i Skellefteå efter nyläsarnas klagomål mot prästerskapet där och tog då parti för sina kollegor.
Olof Hambræus var äldste son till prosten Per Hambræus (1716–1784) i Enångers församling i Uppsala stift och brorson till sin namne borgmästaren och riksdagsmannen Olof Hambræus (1722–1784) i Söderhamns stad. Han var också bror till Lars Hambræus och Michael Hambrée.